# Bodleianska biblioteket

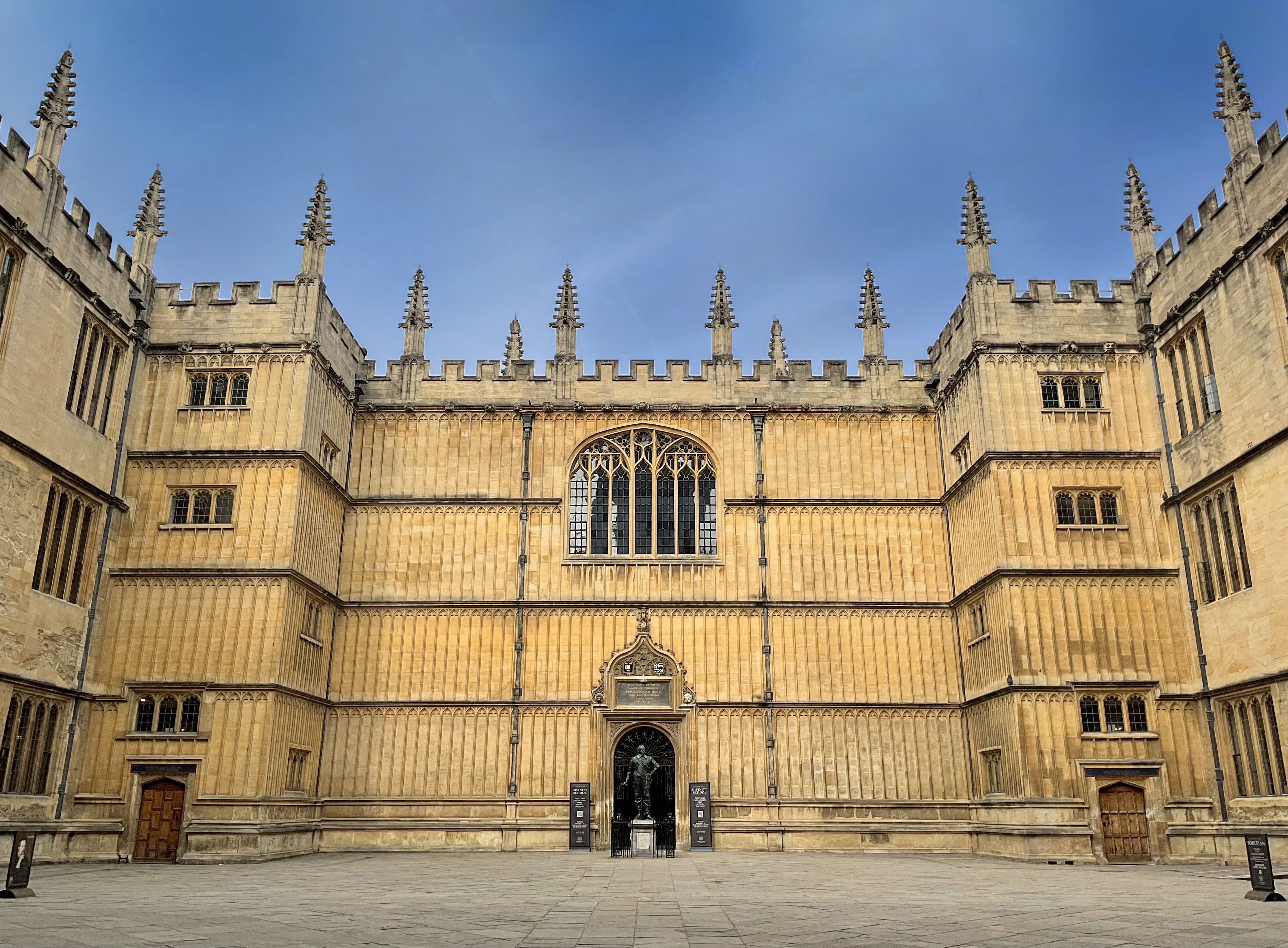
Bodleianska biblioteket

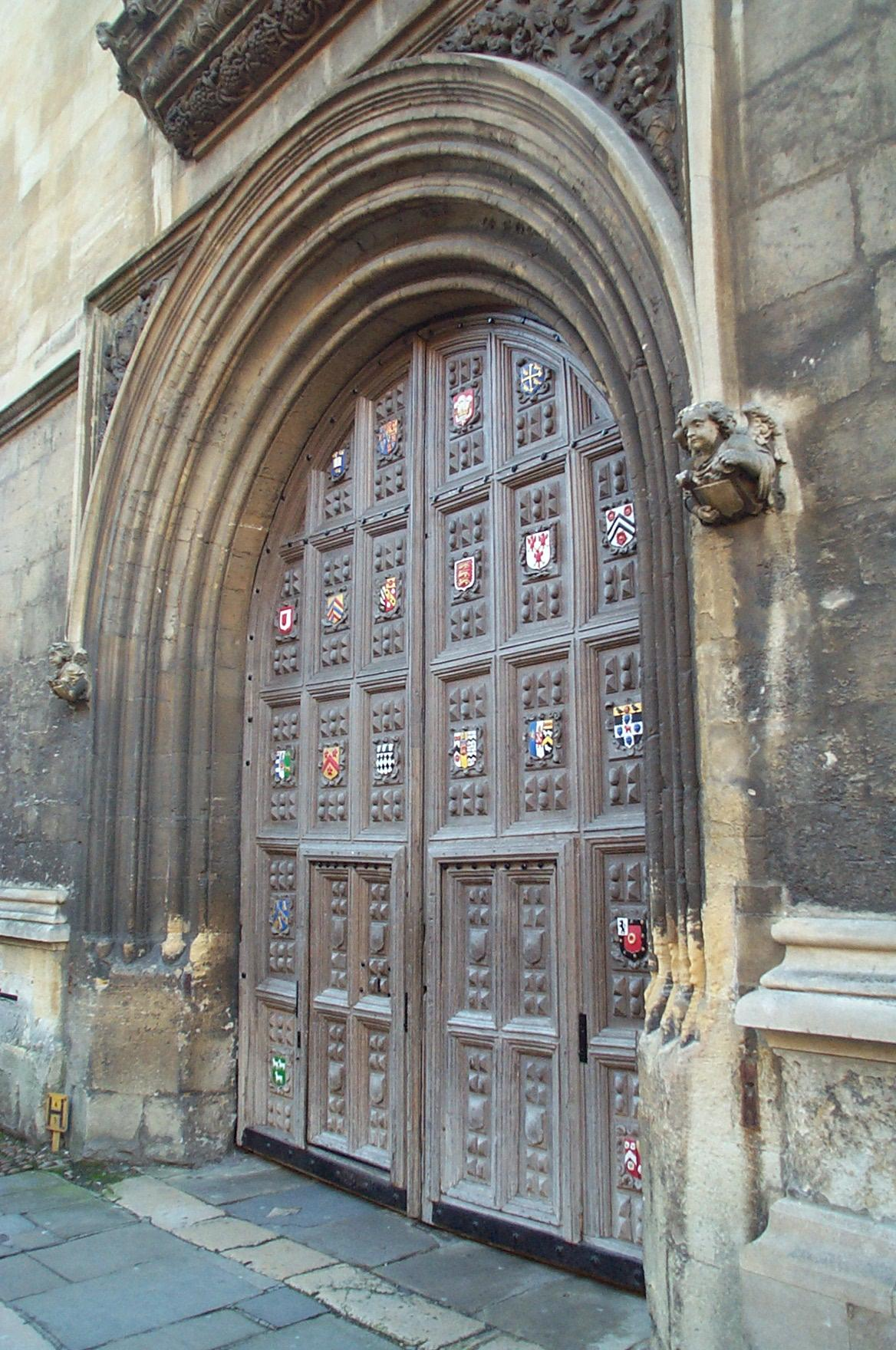
Ingången till biblioteket

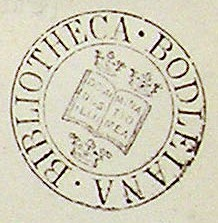
Bibliotekets sigill

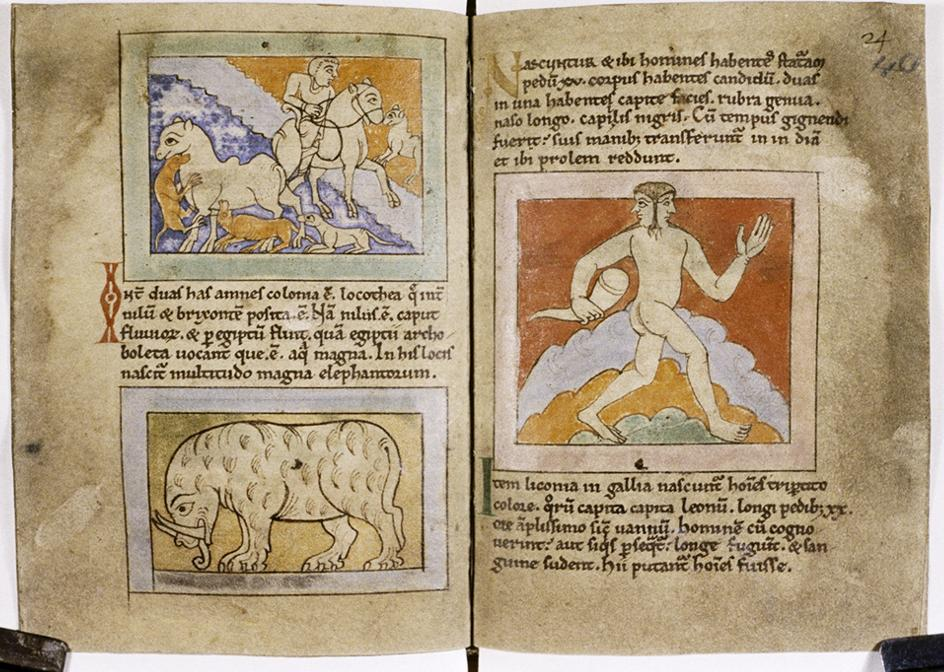
Marvels of the East, ett verk från 1100-talet

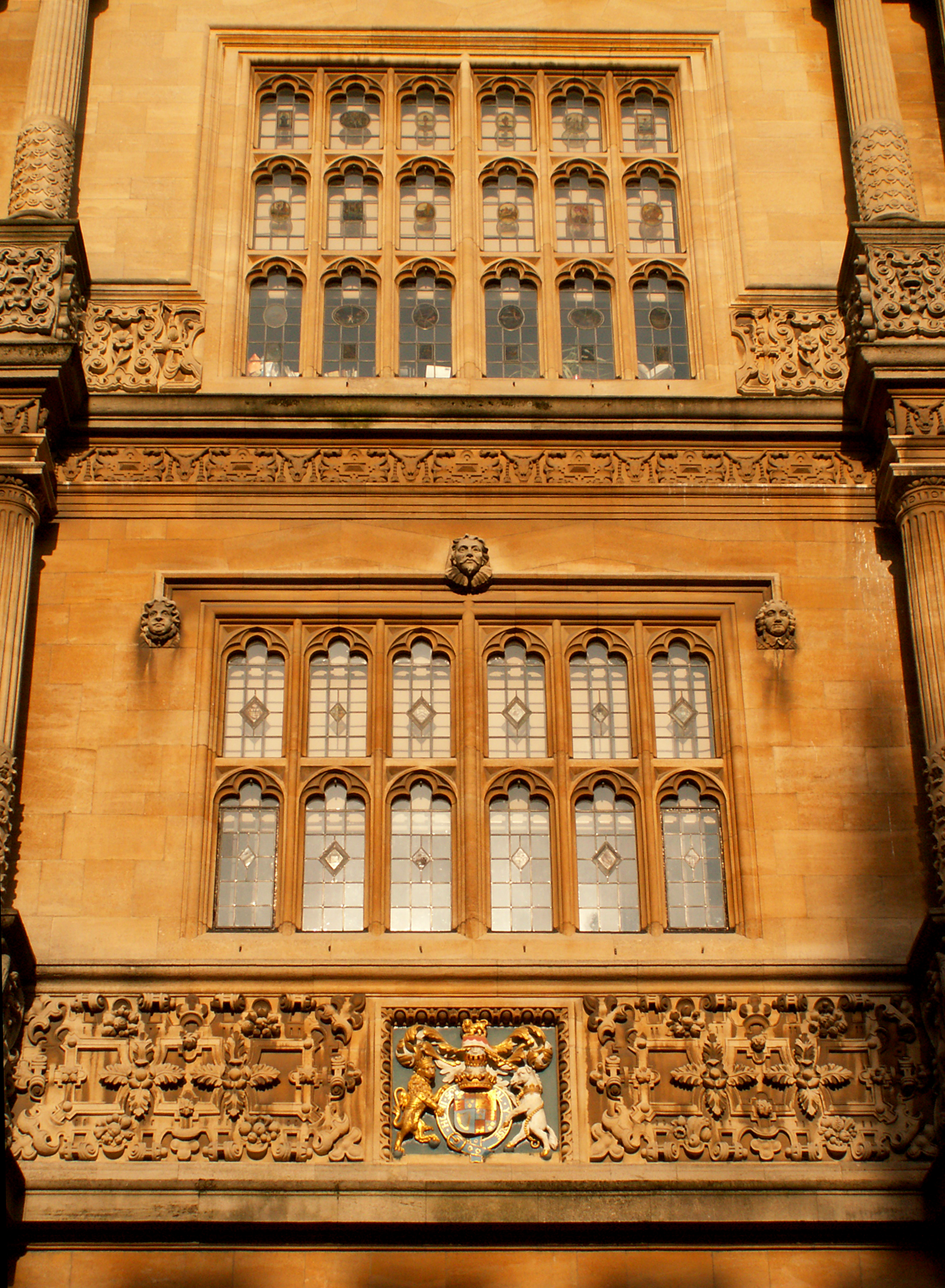
Fasaden

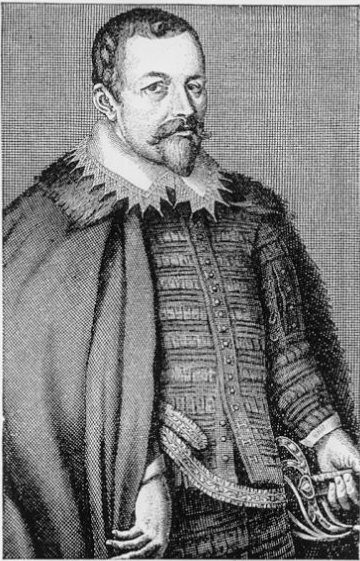
Thomas Bodley, bibliotekets grundare

Bodleianska biblioteket  (engelska: Bodleian Library, latin: Bibliotheca Bodleiana) är huvudbiblioteket vid Oxfords universitet i Oxford, England och ett av Storbritanniens fem pliktbibliotek . Biblioteket anses vara det första allmänna biblioteket i Europa och öppnade år 1602 kort före Ambrosianska biblioteket i Milano. Bodleianska biblioteket är det näst största biblioteket i landet efter British Library  .

## Byggnader
Biblioteket omfattar idag flera byggnader spridda längs gatorna Broad Street och Catte Street nära Radcliffe Square i Oxfords centrum. De äldsta delarna är Duke Humphrey's Library, byggt år 1488, och Divinity School. Huvudbyggnaden Old Bodleian Library ligger vid Radcliffe Camera som idag är bibliotekets läsesal.
Förutom byggnaderna i biblioteksområdet tillhör vidare ytterligare 9 bibliotek i staden Bodleianska biblioteket . Dessa är:
- Bodleian Japanese Library
- Bodleian Law Library
- Bodleian Library of Commonwealth and African Studies
- Hooke Library
- Chinese Studies Library / Indian Institute Library
- Oriental Institute Library
- Philosophy Library
- Radcliffe Science Library
- Rhodes House / Vere Harmsworth Library

## Historia
De första bibliotekssamlingar fanns redan på 1300-talet och förvarades i Old Congregation House nära universitetet. Samlingen växte och efter att Humphrey, hertig av Gloucester donerade ytterligare cirka 280 manuskript påbörjades en ny byggnad och kring år 1488 flyttades samlingen till Duke Humfrey’s library .
År 1550 beslagtogs större delen av samlingen av Richard Cox som på uppdrag av kung Edward skulle rensa ut alla katolska spår i England, detta medförde att biblioteket stängdes år 1556 .
Först år 1598 efter en donation av Thomas Bodley, en tidigare student på Merton College, återupptogs biblioteksverksamheten. Thomas James från New College utsågs till den förste bibliotekarien.
Den 8 november 1602 invigdes det nya biblioteket med cirka 2.500 volymer  .
År 1605 trycktes den första bibliotekskatalogen och nästa utgåva år 1620 omfattade redan 675 sidor .
År 1610 slöt Bodley ett avtal med Stationers' Company i London om att dessa skulle leverera ett exemplar av varje bok de tryckte till biblioteket  . Samlingarna växte stadigt och år 1612 flyttade man in i nya lokaler.
År 1634 donerade juristen John Selden ytterligare 8 000 böcker och manuskript vilket medförde flytt till nya lokaler år 1637.
År 1849 uppskattades samlingarna till cirka 220 000 böcker och cirka 21 000 manuskript 
.
År 1860 förvärvades Radcliffe Camera av biblioteket.
År 1911 instiftades "The Copyright Act" där biblioteket behöll sin rätt som Pliktexemplarbibliotek.
År 1912 invigdes de första underjordiska arkiven under Radcliffe Square. Arkiven var dåtidens största och de första som använde kompakta bokhyllor till förvaring. 1914 omfattade samlingarna över 1 miljon volymer .
År 1940 invigdes den nya biblioteksbyggnaden  där nu över hälften av arkivutrymmen låg under marknivå. Gångtunnlar förbinder de olika delarna av biblioteket.
År 1975 övertogs Clarendon Building (som innan dess tillhörde Oxford University Press) av biblioteket.
Chefsbibliotekarien, traditionellt kallad "Bodley's Librarian", har alltid varit en man och genom åren har 24 personer haft denna titel.
Sedan 2007 är dock amerikanskan Sarah E. Thomas institutionens första såväl kvinnliga som utländska bibliotekarie 

## Samlingen
Bibliotekets samling omfattar idag cirka 10 miljoner volymer  .
I samlingarna finns en rad historiska originalexemplar, däribland kan nämnas:
- Anglosaxiska krönikan, från 1150-talet
- Codex Mendoza, från 1550-talet
- First Folio, William Shakespeares samlade verk från år 1623
- Gutenbergs bibel, från 1440-talet, ett av 42 återstående exemplar i världen
- Göteborgspsalmboken, från år 1650
- Magna Charta kopior, 3 exemplar från år 1217 och 1 exemplar från år 1225
- Marvels of the East, från 1100-talet
- Oxyrhynchus papyri, från 600-talet f.Kr.
- Roman de la Rose, från 1240-talet
- Rolandssången, från 1100-talet

### Fi
Fram till 2010 använde biblioteket den grekiska bokstaven fi för att märka böcker som ansågs vara för utmanande för att vara med i den allmänna samlingen. Fi användes då i betydelsen "fy!". Märkningen infördes under den viktorianska tiden och i november 2018 invigdes en utställning, Story of Phi: Restricted Books, med många föremål som aldrig tidigare visats på biblioteket. Utställningen tar även upp hur idéer om sexualitet och censurering förändrats.